# Paratrechina
Genre
Paratrechina est un genre de fourmis de la sous-famille des Formicinae de la tribu des Lasiini. On en a décrit plus de 150 espèces et sous-espèces sur tous les continents à l'exception de l'Antarctique. Elles forment de grandes colonies vivant sur les sols nus, sous les pierres ou dans les bois en décomposition tombés sur le sol
Plus particulièrement, une espèce Paratrechina longicornis s'est répandue dans le monde entier, véhiculée accidentellement par les hommes et est devenue une espèce nuisible redoutée très abondante dans les domiciles des régions tropicales. Elle a reçu le nom commun de fourmi folle en raison de ses mouvements erratiques.

## Espèces trouvées en Australie
- Paratrechina goeldii
- Paratrechina currens
- Paratrechina bourbonica
- Paratrechina braueri
- Paratrechina longicornis
- Paratrechina minutula
- Paratrechina nana
- Paratrechina obscura
- Paratrechina rosae
- Paratrechina tasmaniensis
- Paratrechina vaga